# Synchiropus postulus
Synchiropus postulus là một loài cá biển thuộc chi Cá đàn lia gai (Synchiropus) trong họ Cá đàn lia. Loài này được mô tả lần đầu tiên vào năm 1963.

## Phân bố và môi trường sống
S. postulus có phạm vi phân bố ở Tây Ấn Độ Dương. Loài cá này được tìm thấy dọc theo bờ biển Đông Phi, từ Tanzania trải dài đến vịnh Sodwana, Nam Phi (bao gồm cả đảo Aldabra). Chúng sống trong các hồ thủy triều và vùng biển gần bờ, độ sâu khoảng 12 m trở lại.

## Mô tả
Mẫu vật lớn nhất của S. postulus có chiều dài cơ thể được ghi nhận là 2,6 cm.
Số gai ở vây lưng: 4; Số tia vây mềm ở vây lưng: 9; Số gai ở vây hậu môn: 0; Số tia vây mềm ở vây hậu môn: 8.